# 양동초등학교 (경기)
양동초등학교는 대한민국 경기도 양평군 양동면 석곡리에 있는 공립 초등학교이다.

## 학교 연혁
- 1931년 4월 1일 양동공립보통학교(4년제) 개교
- 1938년 4월 1일 양동공립심상소학교 (교명 변경)[1]
- 1939년 4월 1일 6년제 승격
- 1941년 4월 1일 양동공립국민학교 (교명 변경)[2]
- 1986년 10월 9일 매월분교장 편입
- 1994년 3월 1일 금왕국민학교 통폐합
- 1994년 3월 1일 고송분교장 편입
- 1994년 3월 1일 단석초등학교 삼산분교장 통합
- 1996년 3월 1일 양동초등학교로 개칭[3]
- 2001년 9월 1일 단석분교장 편입
- 2007년 3월 1일 계정초등학교, 매월분교 통합
- 2007년 3월 1일 본교 특수학급 신설
- 2009년 2월 29일 단석분교 폐교
- 2016년 2월 19일 제82회 졸업식(졸업생 17명,총수3,680)
- 2016년 3월 1일 본교 8학급(특수2학급포함), 고송4학급(특수1학급 포함) 계 12학급 편제
- 2017년 2월 10일 제83회 졸업식(졸업생 18명,총수3,698)
- 2017년 3월 1일 제26대 전의현 교장 부임
- 2018년 1월 12일 제84회 졸업식(졸업생 21명,총수3,719
- 2018년 3월 1일 본교 7학급(특수1학급포함), 고송4학급(특수1학급 포함) 계 11학급 편제
- 2019년 1월 11일 제85회 졸업식(졸업생 13명,총수3,732)
- 2019년 3월 1일 본교 7학급(특수1학급포함), 고송4학급(특수1학급 포함) 계 11학급 편제
- 2020년 1월 7일 제 86회 졸업식(졸업생 22명, 총수 3,754명)
- 2020년 3월 1일 본교 7학급(특수1학급포함), 고송 4학급(특수1학급포함) 계 11학급 편제
- 2021년 1월 14일 제 87회 졸업식(졸업생 18명, 총수 3,772명)
- 2021년 3월 1일 본교 7학급(특수1학급포함), 고송 4학급(특수1학급포함) 계 11학급 편제

## 학교 상징
- 교화 - 산수유
  - 산지나 인가 부근에서 자라며, 높이 4~7m
  - 꽃은 양성화에서 3~4월에 잎보다 먼저 노란색으로 핌
  - 한방에서 과육(果肉)을 산수유라고 하며 자양강장·강정·수렴 등의 효능이 있음
- 교목 - 향나무
  - 목재를 향으로 써왔기 때문에 향나무라고 함
  - 나무의 높이는 약 20m까지 자라며 새싹에서는 잎사위에 날카로운 침이 달려 있음
  - 꽃은 단성화이며 수꽃은 황색으로 가지 끝에서 긴 타원형을 이루고 4월과 5월에 핌

## 참고 자료
- 양동초등학교 - 한국교육학술정보원 학교알리미